# Byrsia latiplaga
Byrsia latiplaga là một loài bướm đêm thuộc phân họ Arctiinae, họ Erebidae.